# منظور الجملة الوظيفية
في اللغويات، منظور الجملة الوظيفية (FSP) هي نظرية تصف بنية المعلومات للجملة والتواصل اللغوي بشكل عام. وقد تم تطويره في تقليد مدرسة براغ للغويات الوظيفية والهيكلية جنبًا إلى جنب مع نظريتها الشقيقة، صياغة الموضوع المركّز Topic-Focus Articulation.
وضعت المفاهيم الاساسية لبرنامج FSP من قبل جان فيرباس في منتصف الخمسينيات من القرن الماضي على أساس العمل اللغوي لفيليم ماثيسيوس، وبالاخص فكرته عن التركيب النحوي في الخصائص اللغوية للغة.

## المصطلح
وضع مصطلح «منظور الجملة الوظيفية» بواسطة جان فيرباس باعتباره مكافئا إنجليزيا أكثر ملاءمة للمصطلح التشيكي لماثيسيوس aktuální členění větné :
في اللغويات التشيكية، يستخدم الكالك التشيكي للمصطلح الإنجليزي Funkní větná perspektiva في الوقت الحاضر للإشارة إلى النهج النابع عن كتابات جان فيرباس وأتباعه، في حين المصطلح التشيكي الأصلي لماثيسيوس aktuální členění větné يميل إلى الارتباط بـ مجموعة اللغويين الذين يطورون التعبير عن الموضوع أو التركيز، أي بيتر سغال وايفا هايشوفا وجارميلا بانيفوفا وتلاميذهم، على الرغم من حقيقة أن كلا المصطلحين لا يزالان يستخدمان أحيانًا بالتبادل في بعض المساهمات التشيكية في موضوع هيكل اللغة الاعلامي. (راجع Karlík - Nekula - Pleskalová (2002))

### المصطلحات الاساسية
- الديناميكية التواصلية
- الموضوع، الموضوع المناسب، الإنحراف، الفَرْط، التعاقب الموضوعي
- الانتقال، الانتقال السليم
- rheme ، rheme right ، rhematizers
- وحدات التواصل مجالات الاتصال

#### عوامل FSP
- خط الجملة
- المقاييس الدلالية الديناميكية لـ Firbasian ، الوظائف الدلالية الديناميكية
- سياق الكلام
- علم العروض

## الباحثون الرئيسيون
- فرانتيشك دانيس
- Libuše Dušková
- جان فيرباس
- فيليم ماتيسيوس
- أليش سفوبودا